# Gidadakodihalli, Chintamani
Gidadakodihalli là một làng thuộc tehsil Chintamani, huyện Kolar, bang Karnataka, Ấn Độ.